# Roumano-Américains
Les Roumano-Américains sont les Américains ayant en partie ou en totalité des origines roumaines.
Selon l'American Community Survey, pour la période 2012-2016, 459 841 personnes déclarent avoir des origines roumaines.
Les principales communautés roumano-américaines sont situées dans l'État de New York, en Californie et en Floride[réf. nécessaire].

## Roumano-Américains

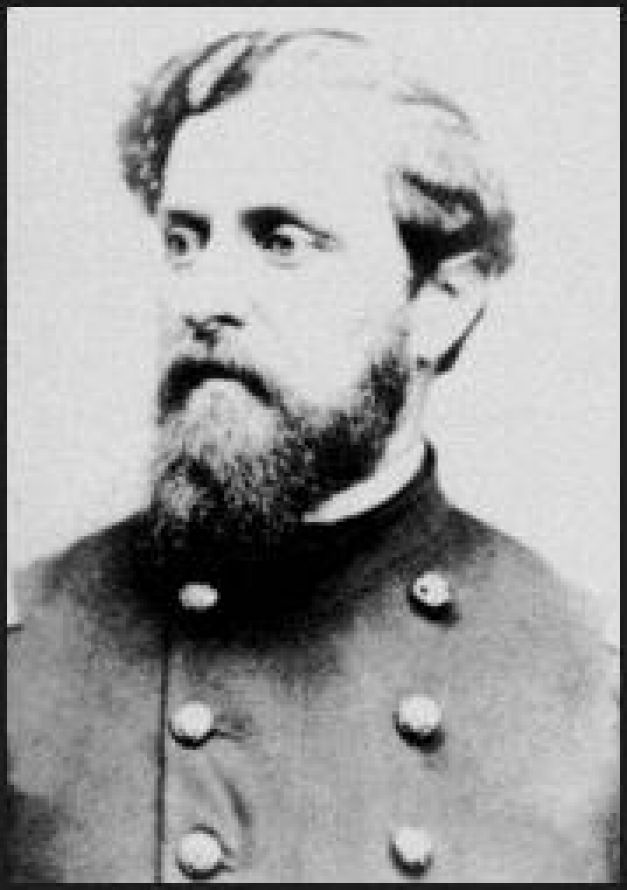
George Pomuț
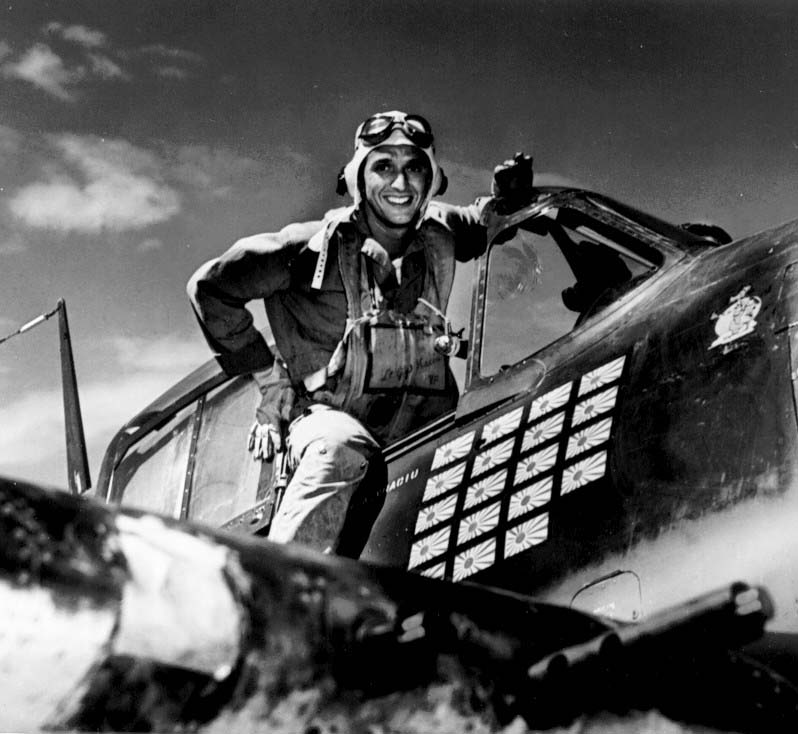
Alexander Vraciu
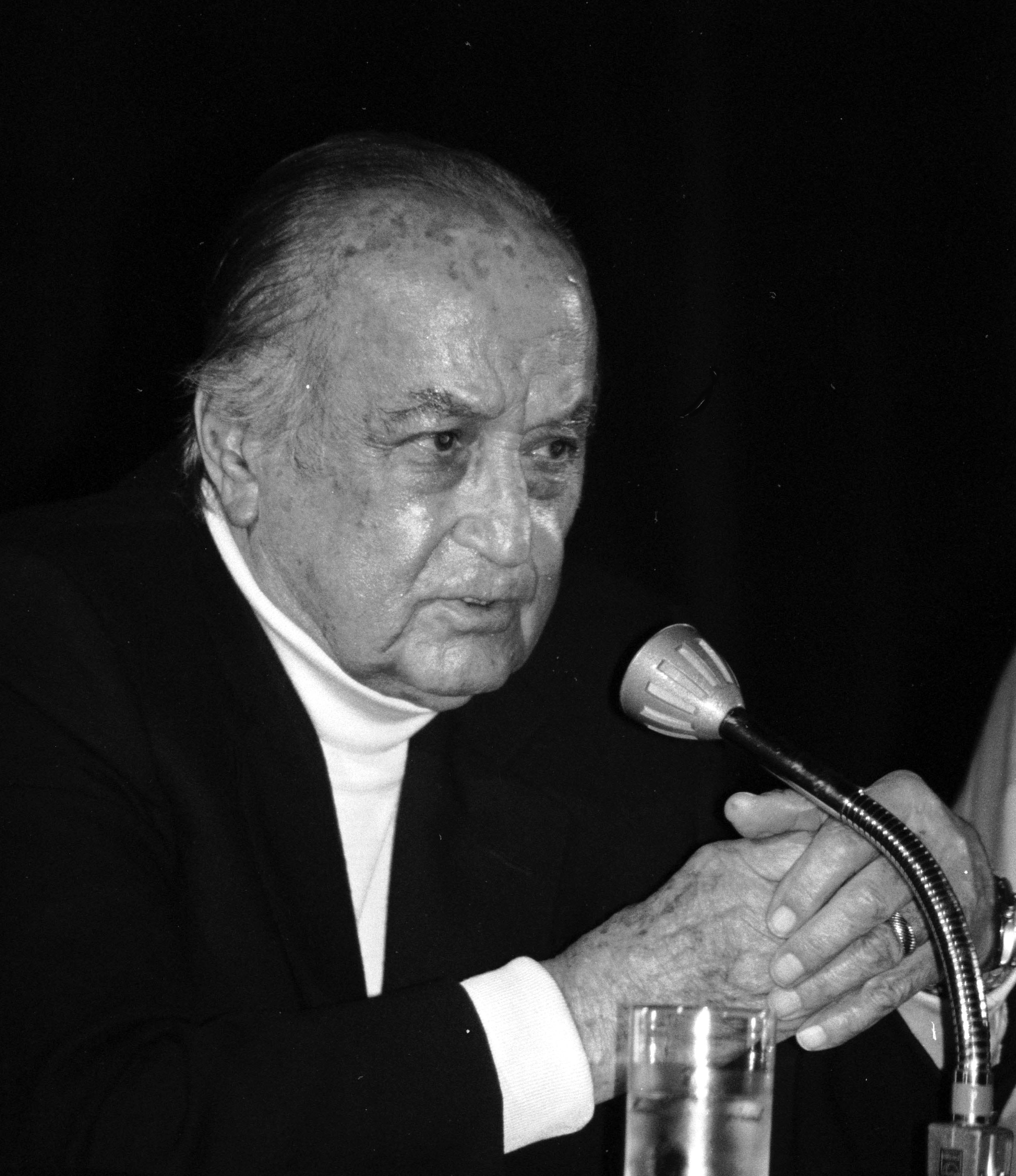
Jean Negulescu
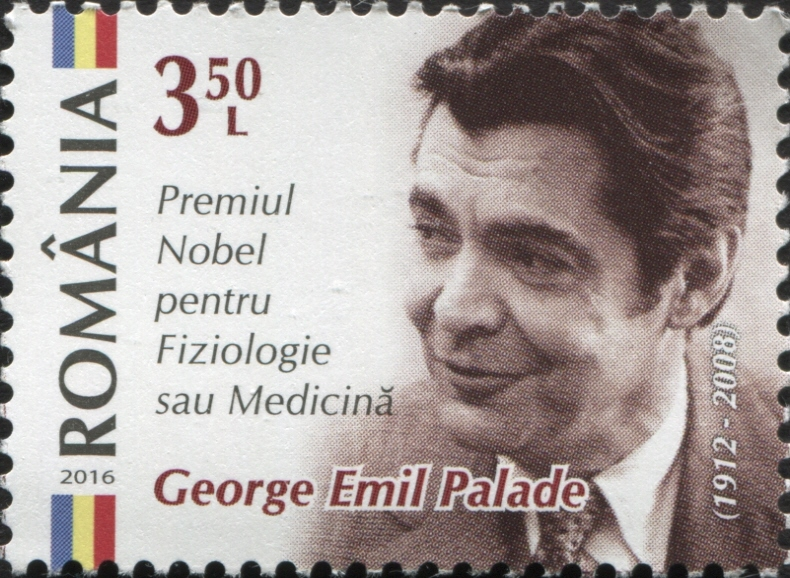
George Palade
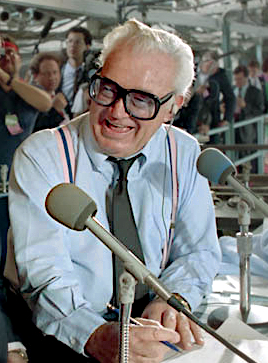
Harry Caray
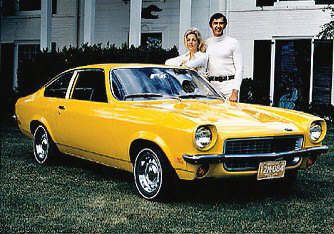
John DeLorean
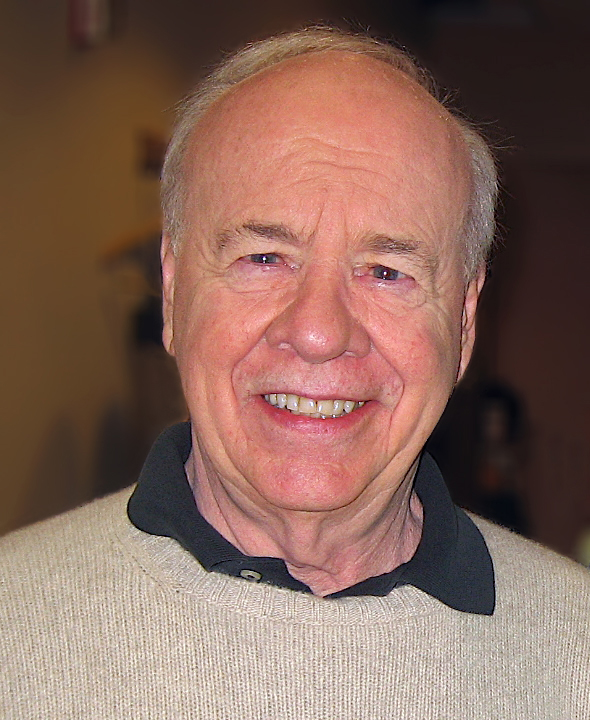
Tim Conway
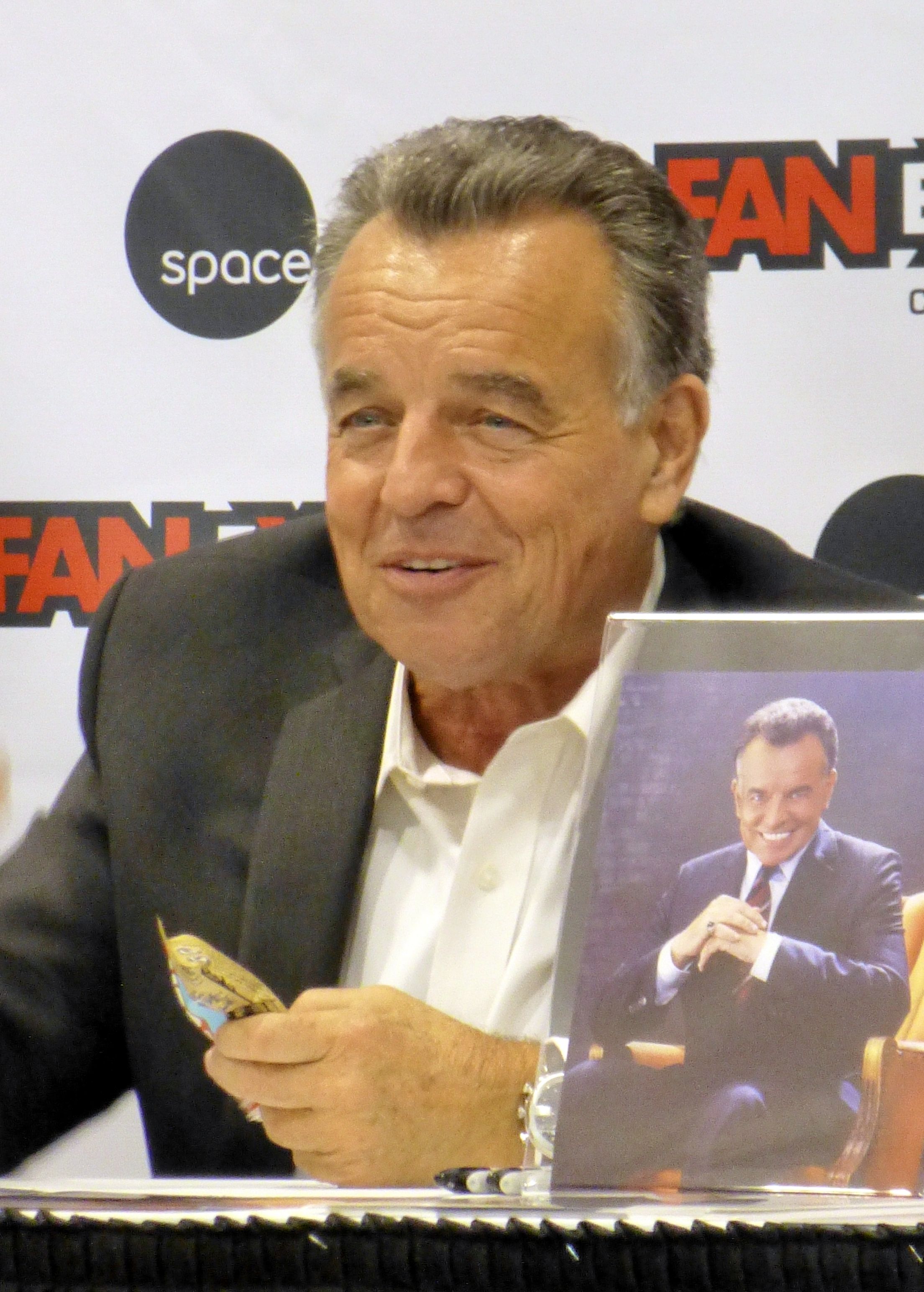
Ray Wise
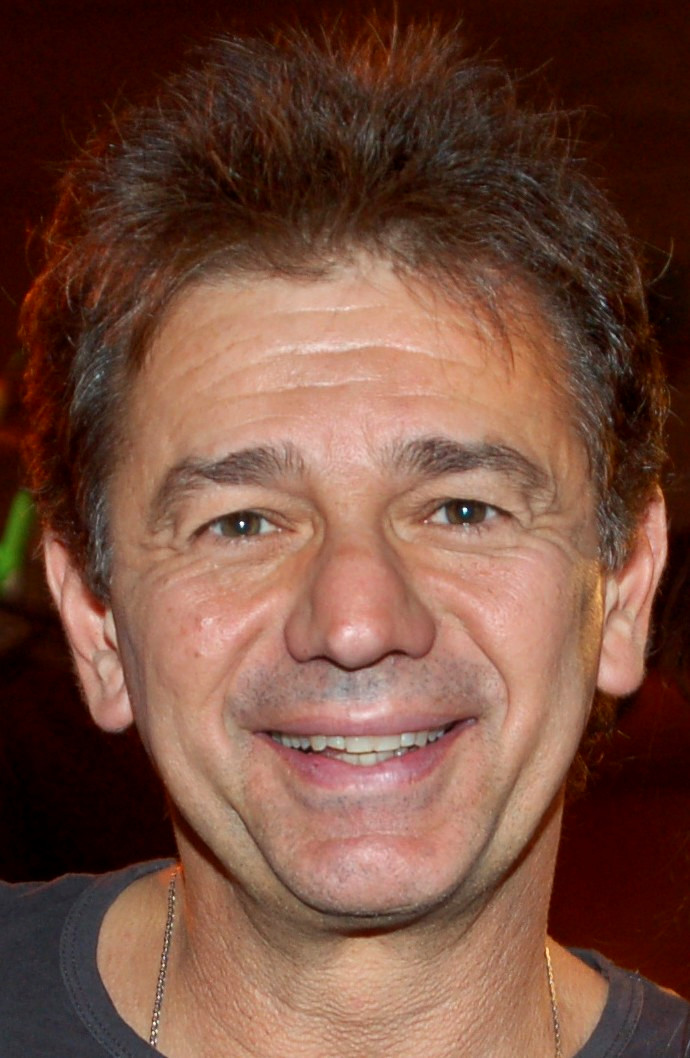
Adrian Zmed
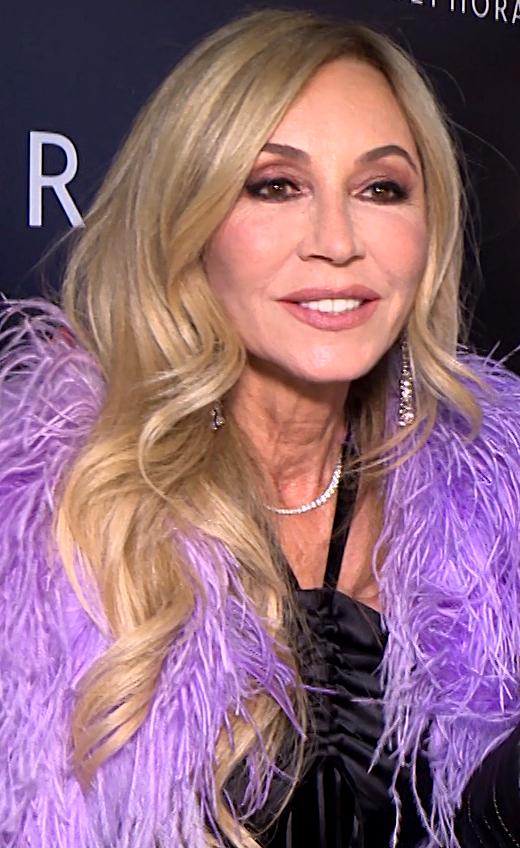
Anastasia Soare (en)
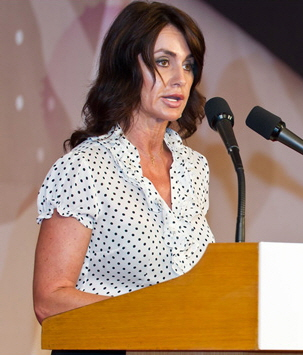
Nadia Comăneci
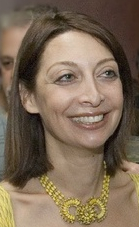
Illeana Douglas
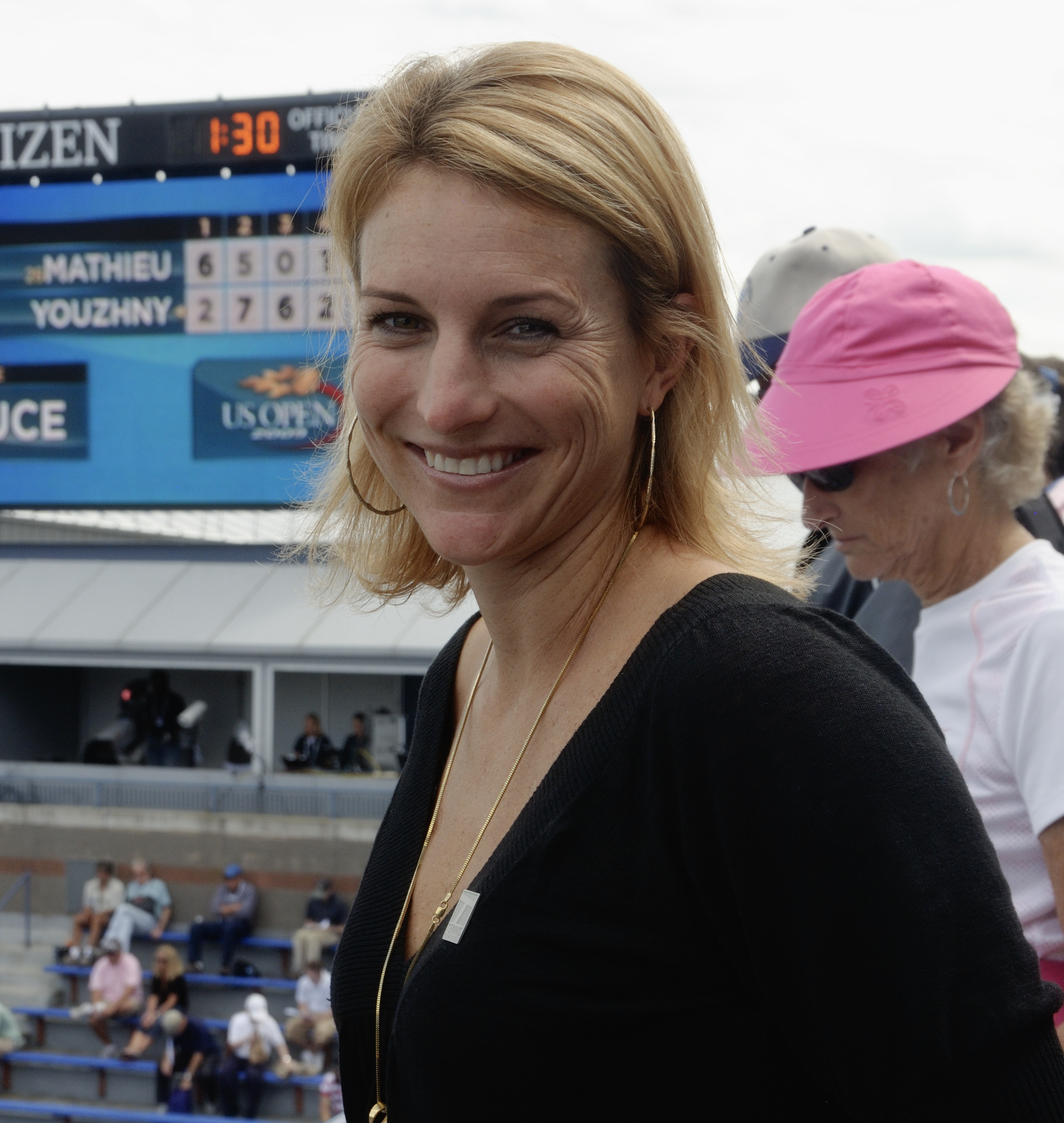
Corina Morariu
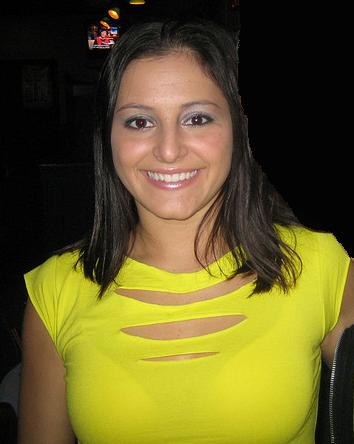
Dominique Moceanu
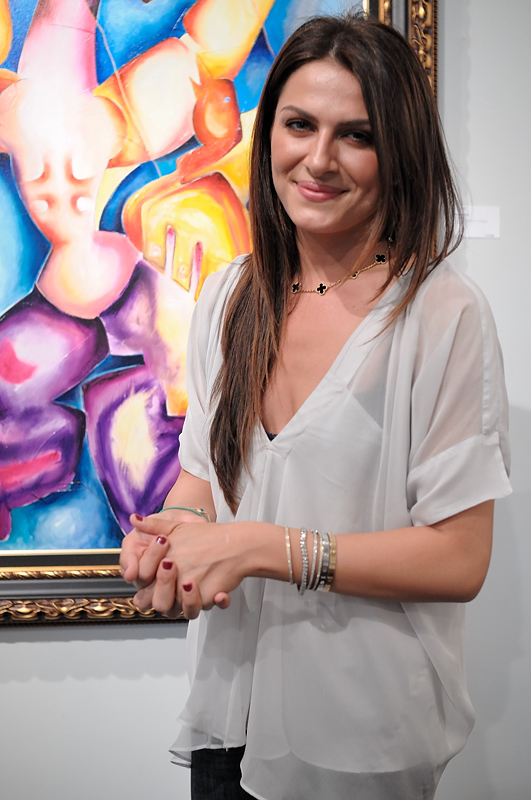
Alexandra Nechita
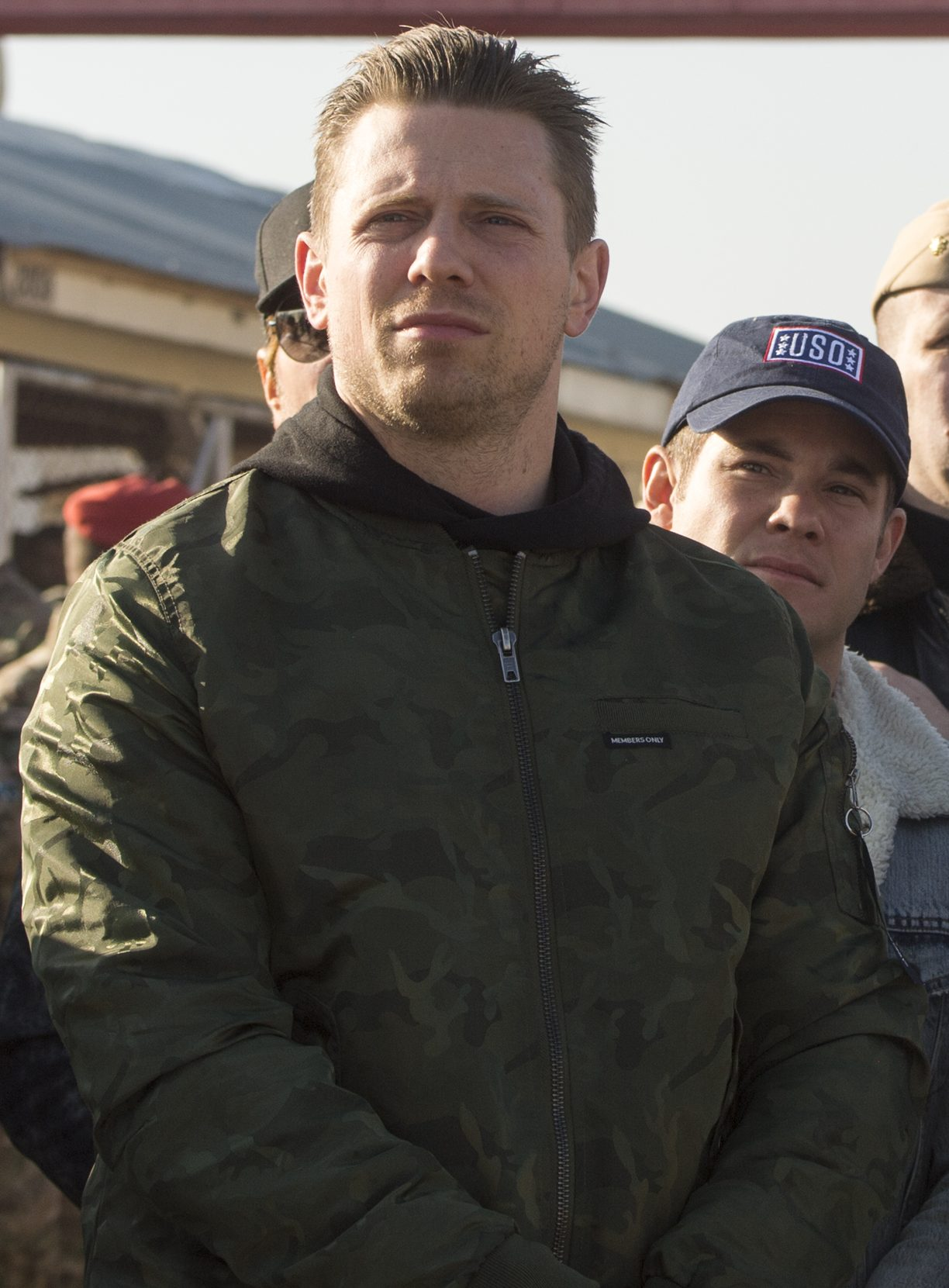
The Miz
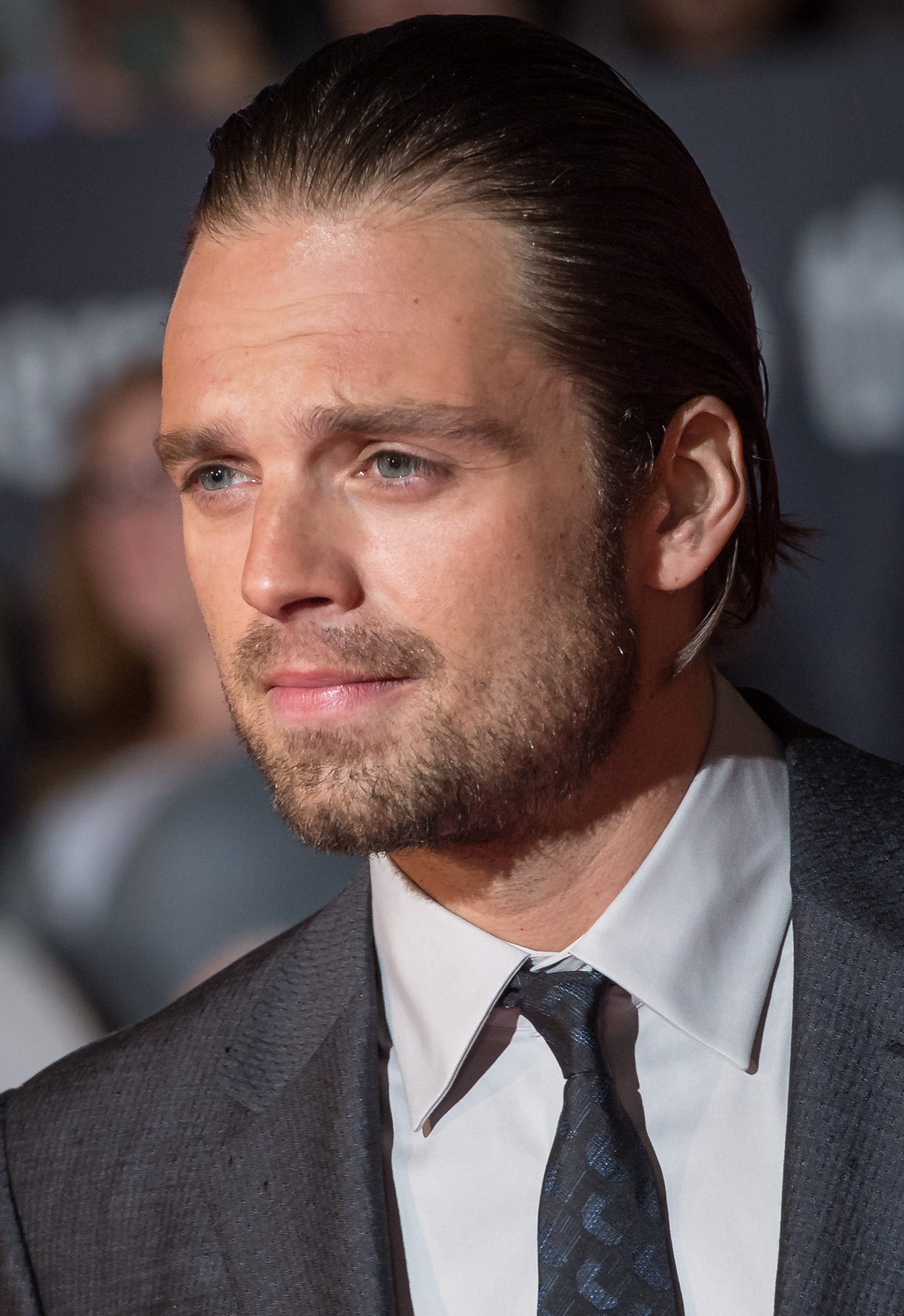
Sebastian Stan
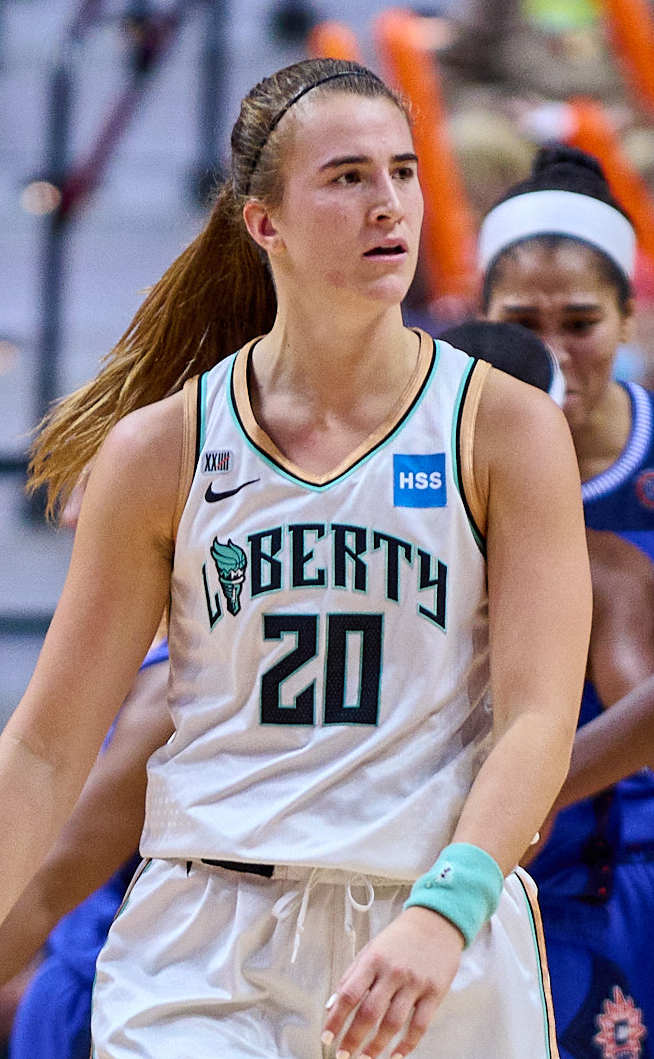
Sabrina Ionescu